# Uruk Sulcus
L'Uruk Sulcus è una struttura geologica della superficie di Ganimede.